# Seconde bataille de Dragoon Springs
Guerres apaches
Guerre de Sécession
Batailles
Combats dans l'Arizona confédéré
- Mesilla (1re)
- Tubac
- Cooke's Canyon
- Florida Mountains
- Gallinas Mountains
- Placito
- Pinos Altos
- Canada Alamosa
- Valverde
- Stanwix Station
- Picacho Pass
- Dragoon Springs (1re)
- Dragoon Springs (2e)
- Tucson
- Mesilla (2e)
- Apache Pass
- La Paz

- Point of Rocks (en)
- Wagon Mound (en)
- Combat de Bell (en)
- Cieneguilla (en)
- Ojo Caliente Canyon (en)

- Diablo Mountains (en)
- Expédition d'Antelope Hills (en)
- Little Robe Creek (en)
- 1re Adobe Walls

- Cooke's Spring (en)
- Expédition de Bonneville (en)
- Madera Canyon (en)
- Mimbres River (en)
- Affaire Bascom
- Tubac
- Cooke's Canyon
- Florida Mountains
- Gallinas Mountains
- Placito
- Pinos Altos
- 1re Dragoon Springs
- 2e Dragoon Springs
- Apache Pass
- Big Bug
- Mowry (en)
- Mount Gray
- Doubtful Canyon
- Fort Buchanan

- Pipe Spring

- Camp Grant
- Wickenburg
- Burro Canyon
- Tonto Basin
- Salt River Canyon
- Turret Peak (en)
- Sunset Pass (en)

- Yellow House Canyon (en)

- Ojo Caliente
- Las Animas Canyon
- Hembrillo Basin (en)
- Alma (en)
- Fort Tularosa (en)
- Carrizo Canyon (en)

- Cibecue Creek
- Fort Apache (en)
- McMillenville (en)
- Big Dry Wash
- Lordsburg Road
- Devil's Creek (en)
- Little Dry Creek (en)
- Nacori Chico
- Bear Valley (en)
- Pinito Mountains

- Kelvin Grade (en)
- Cherry Creek (en)
- Guadalupe Canyon (en)

La seconde bataille de Dragoon Springs est une escarmouche impliquant des guerriers apaches et les soldats confédérés dans l'Arizona. Elle s'est déroulée pendant la guerre de Sécession, le 9 mai 1862 et est une réponse à la première bataille de Dragoon Springs dans laquelle les forces confédérées ont été vaincues. Quatre hommes ont été tués dans la première escarmouche et plusieurs têtes de bétail ont été capturés. Le chef des confédérés, le capitaine Sherod Hunter (en), ordonne à son équipe de fourrageage de reprendre le bétail aux guerriers de Cochise, opération au cours de laquelle cinq Apaches sont tués. Il n'y a aucune victime confédérée.